# Anne-Marie-Joseph de Lorraine
Ne doit pas être confondu avec Joseph de Lorraine.
Anne-Marie-Joseph de Lorraine (30 avril 1679 – 29 avril 1739), prince de Guise puis comte d'Harcourt, est un membre de la Maison de Lorraine et Liste des seigneurs d'Harcourt.

## Biographie
Fils d'Alphonse-Henri de Lorraine, comte d'Harcourt et de Marie-Françoise de Brancas, il épouse le 2 juillet 1705 Marie-Louise-Chrétienne Jeannin de Castille, avec lequel il a :
- Louise-Henriette-Françoise (1707–1737) mariée à Emmanuel-Théodose de La Tour d'Auvergne : Postérité ;
- Élisabeth-Sophie  (1710-1740), mariée à Louis-François-Armand de Vignerot du Plessis de Richelieu : Postérité ;
- Louis Marie Léopold de Lorraine (1720–1747), prince d'Harcourt, sans descendance.

## Sources
- Georges Poull, La Maison ducale de Lorraine, 1991